# Copa Nicasio Vila 1920
La Copa Nicasio Vila 1920 fue la decimocuarta edición del campeonato de primera división de la Liga Rosarina de Fútbol. 
Participaron diez equipos, aunque sobre mediados del torneo quedaron siete, ya que tres clubes fueron desafiliados y perdieron los puntos en cada uno de sus partidos posteriores a la desafiliación. Los problemas con la directiva de la Liga Rosarina de Fútbol volvieron a suceder en aquel 1920. Ese año, Rosario Central, Nacional, Gimnasia y Esgrima de Rosario (quien se negó a empezar el campeonato y lo abandonó de entrada), abandonaron nuevamente la Liga por conflictos con la cúpula de la Liga, y con la Copa Vila ya empezada fundaron la llamada Asociación Amateurs Rosarina de Football, a la cual se incorporaron también los clubes Riberas del Paraná y Compañía General Buenos Aires. Por tal motivo, todos esos equipos fueron desafiliados de la Liga.
El campeón fue Tiro Federal, que ganó su primer título de Primera y así cortó con la hegemonía que mantenían Central y Newell´s desde el inicio de la Liga Rosarina en 1905, ya que entre ellos dos, habían ganado las 14 ediciones anteriores, teniendo en cuenta que en 1912 no se terminó de disputar el torneo y el mismo quedó inconcluso. Aquel título local de 1920, le dio el derecho de disputar la Copa Dr. Carlos Ibarguren de ese año ante el campeón de la liga oficial de Buenos Aires, el Club Atlético Boca Juniors.
Mientras tanto, Rosario Central se alzó con el campeonato de la Liga Amateurs de Football de Rosario en aquel 1920.

## Tabla de posiciones final
| Pos | Equipo                  | Pts | PJ | G  | E | P  | GF | GC | DIF |
| 1º  | Tiro Federal            | 31  | 18 | 14 | 3 | 1  | 42 | 12 | 30  |
| 2º  | Newell's Old Boys       | 30  | 18 | 13 | 4 | 1  | 53 | 11 | 42  |
| 3º  | Belgrano                | 27  | 18 | 12 | 3 | 3  | 23 | 11 | 12  |
| 4º  | Central Córdoba         | 18  | 18 | 8  | 2 | 8  | 30 | 33 | -3  |
| 5º  | Nacional *              | 16  | 18 | 7  | 2 | 9  | 21 | 15 | 6   |
| 6º  | Rosario Puerto Belgrano | 16  | 18 | 6  | 4 | 8  | 35 | 34 | 1   |
| 7º  | Provincial              | 14  | 18 | 6  | 2 | 10 | 25 | 45 | -20 |
| 8º  | Rosario Central *       | 13  | 18 | 6  | 1 | 11 | 25 | 4  | 21  |
| 9º  | Estudiantes             | 8   | 18 | 3  | 2 | 13 | 17 | 54 | -37 |
| 10º | Sparta                  | 7   | 18 | 3  | 1 | 14 | 6  | 58 | -52 |

- Rosario Central y Nacional dejaron el campeonato cuando ya se habían disputado algunas fechas y se unieron a Gimnasia y Esgrima para fundarar la disidente "Asociación Amateurs". Por ende, se les entregó los puntos a los rivales de estos equipos por los partidos que faltaban disputarse y esos clubes fueron desafiliados.